# Chanukkah
Chanukkah, Hannukkah, Chanukkà (in ebraico חנוכה o חֲנֻכָּה, ḥănukkāh) è una festività ebraica, conosciuta anche con il nome di Festa delle luci.
In ebraico la parola chanukkah significa «inaugurazione» o «dedica»: infatti la festa ricorda il miracolo della durata dell'olio della Menorah dopo la riconquista del Tempio di Gerusalemme e la riconsacrazione dell'altare nel Tempio di Gerusalemme avvenute nel 164 a.C., nelle prime fasi della rivolta dei Maccabei contro l'Impero seleucide.
I seleucidi avevano infatti tentato di cancellare la specificità giudaica proibendo la pratica della Legge, ma secondo Zaccaria Zc 4.6 una rivolta armata guidata da un anziano sacerdote dell'antica famiglia degli Asmonei, Mattatia, permise «la vittoria dello spirito sulla forza brutale, che minacciava Israele nella sua vita religiosa e spirituale».
La festività dura 8 giorni e la prima sera, chiamata Erev Chanukkah, inizia al tramonto del 24 del mese di kislev (dicembre). Secondo il procedere del calendario ebraico, quindi, il primo giorno della festa cade il 25 di kislev. È l'unica festività religiosa ebraica che si svolge a cavallo di due mesi: inizia a kislev e finisce in tevet. In particolare, se kislev dura 29 giorni, finisce il 3 tevet, mentre, quando kislev ha 30 giorni, finisce il 2 tevet. È, assieme a Purim, la seconda delle feste stabilite per decreto rabbinico, ovvero delle feste "stabilite" dopo il dono della Torah.

## Fonti
La storia di Chanukkàh non è inclusa esplicitamente nel libro del Tanakh, ma appare nel primo e nel secondo libro dei Maccabei . I libri, sebbene non facciano parte della Canone biblico ebraico ufficiale, sono parte del complesso deuterocanonico e quindi, pur non essendo stato codificato per l'ebraismo come parte del testo sacro, lo divenne per la Chiesa cattolica e per la Chiesa ortodossa.
In questi libri si narra che, dopo aver ripulito il Tempio, portato via le pietre profanate e distrutto l'altare profanato e costruito uno nuovo secondo la legge, ripristinarono il candelabro d'oro, l'altare degli incensi, la tavola dei pani e accesero le luci del candelabro (vedi 1 Mac 4, 38-51). Poi, il 25 del nono mese, cioè il mese di Chiseu, nell'anno 165 a.C., si radunarono tutti e offrirono il sacrificio sul nuovo altare degli olocausti (1 Mac 4, 53). Infine Giuda, i suoi fratelli e tutta l'assemblea d'Israele, stabilirono che si celebrassero i giorni della dedicazione dell'altare nella loro ricorrenza, ogni anno, per otto giorni, cominciando dal venticinque del mese di Chisleu, con gioia ed esultanza (1 Mac 4, 59)

## Storia

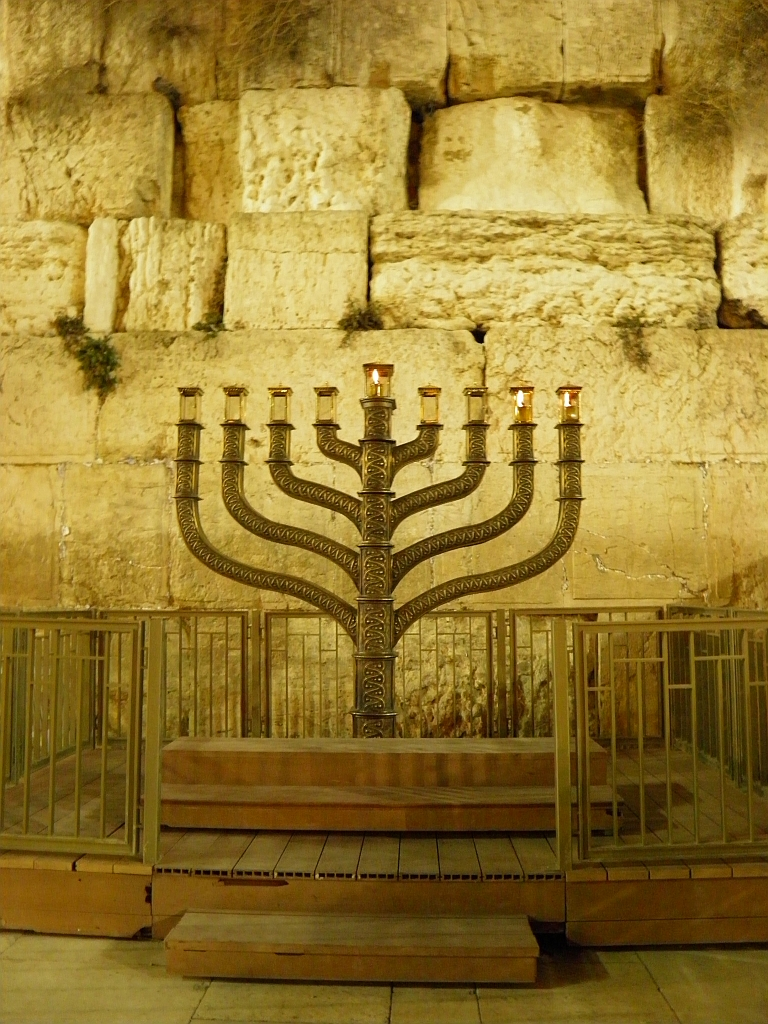
Seconda notte di Hannukah, Muro Occidentale a Gerusalemme

Intorno al 200 a.C., gli ebrei vivevano già in terra di Israele, a quel tempo sotto il controllo della dinastia seleucide stabilitasi in Siria. Il popolo ebraico pagava le tasse alla Siria e ne accettava l'autorità legale e per lungo tempo fu libero di seguire la propria fede, di mantenere i propri valori e di prendere parte ai commerci.
Nel 180 a.C. Antioco IV Epifane ascese al trono succedendo al fratello Seleuco IV, assassinato. Sotto il suo regno, gli ebrei vennero gradualmente forzati a violare i precetti della propria fede. Il Tempio di Gerusalemme fu profanato, spogliato delle sue ricchezze, e utilizzato per il culto pagano e le cerimonie ellenizzanti che Antioco fece organizzare in tutto il suo impero.
La forzatura alla trasgressione dei precetti, le profanazioni e la pretesa di ellenizzare la cultura dell'intero impero portò alla rivolta di una parte della popolazione ebraica.
Nel 167 a.C., in particolare, Antioco consacrò a Zeus Nikeforos Keraunios, la divinità protettrice dinastica di Antioco IV Epifane-Nikeforos, un altare costruito nel Tempio di Gerusalemme. Mattatia, un Cohen, e i suoi cinque figli Giovanni, Simone, Giuda, Elazar e Jonatan guidarono la ribellione contro Antioco. {Giuda divenne noto come Giuda Maccabeo (in ebraico significa Giuda il martello). Nel 166 a.C. Mattatia morì lasciando la guida al figlio Giuda. Nel 165 a.C. la rivolta ebraica contro la monarchia seleucide giunse a successo. Il Tempio di Gerusalemme venne liberato e riconsacrato.
Con gli asmonei la festa di Chanukkàh venne istituita proprio da Giuda Maccabeo e dai suoi fratelli per celebrare questo evento (Maccabei I, 4;59). Dopo la riconquista di Gerusalemme e del Tempio, Giuda ordinò che il Tempio fosse ripulito, fosse costruito un nuovo tempio e che le luci del Candelabro venissero riaccese e venisse ripristinata l'Arca dell'alleanza. Quando la luce venne riaccesa sul Candelabro, la riconsacrazione dell'altare venne celebrata per otto giorni con sacrifici e canti (Maccabei I 4;36).
Alcuni storici medievali ritenevano che il motivo per gli 8 giorni di durata della festa fosse da riferirsi ad un tardivo festeggiamento dei Sukkot in quanto durante la guerra gli ebrei non sarebbero stati in condizione di celebrare Sukkot come prescritto. Anche Sukkot dura otto giorni ed è una festività nella quale l'uso delle luci ha un ruolo preminente durante l'era del Secondo Tempio. Questa opinione è stata però accantonata dopo le analisi delle tradizioni parallele dei Falashà operate a partire dal 1995 presso l'università di Gerusalemme.

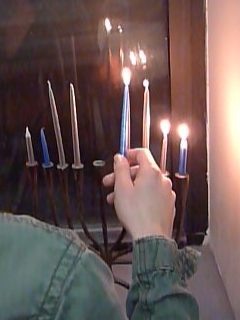
Un abitante di Brooklyn mentre accende le candele come da tradizione durante Chanukkah 2008

### Nel Talmud
Il miracolo di Chanukkà è narrato nel Talmud. La festa celebra la sconfitta, per mano di Giuda Maccabeo, dei Seleucidi e la successiva riconsacrazione del Tempio. La festività, durante gli otto giorni, è caratterizzata dall'accensione dei lumi di un particolare candelabro a nove bracci chiamato chanukkià.
La storia, riportata nel Talmud, racconta che, dopo la riconquista del Tempio di Gerusalemme, i Maccabei lo spogliarono di tutte le statue pagane e lo sistemarono secondo gli usi ebraici. Scoprirono, inoltre, che la gran parte degli oggetti rituali era stata profanata. Secondo il rituale, la menorà del Tempio doveva essere illuminata in permanenza con olio di oliva puro. Nel Tempio però trovarono olio sufficiente solamente per una giornata. Lo accesero comunque mentre si apprestavano a produrne dell'altro. Miracolosamente, quel poco olio durò il tempo necessario a produrre l'olio puro: otto giorni. Per questo motivo gli ebrei accendono ogni giorno della festa una candela in più rispetto al giorno precedente.
Nel Talmud sono presentati due pareri. Uno indica come nel primo giorno si accendano tutte le luci della chanukkiah e ogni giorno se ne accenda una in meno rispetto al precedente. L'altro parere, al contrario, prescrive di accendere solo la prima candela nel primo giorno e aumentare di una candela ogni giorno successivo. I seguaci di Shammai seguono il primo parere, quelli di Hillel il secondo (Talmud, trattato dello Shabbath 21b). Giuseppe ritenne che le luci fossero simbolo della libertà ottenuta dal popolo ebraico nei giorni che Chanukkà commemora.

### Origine del "Dreidell"

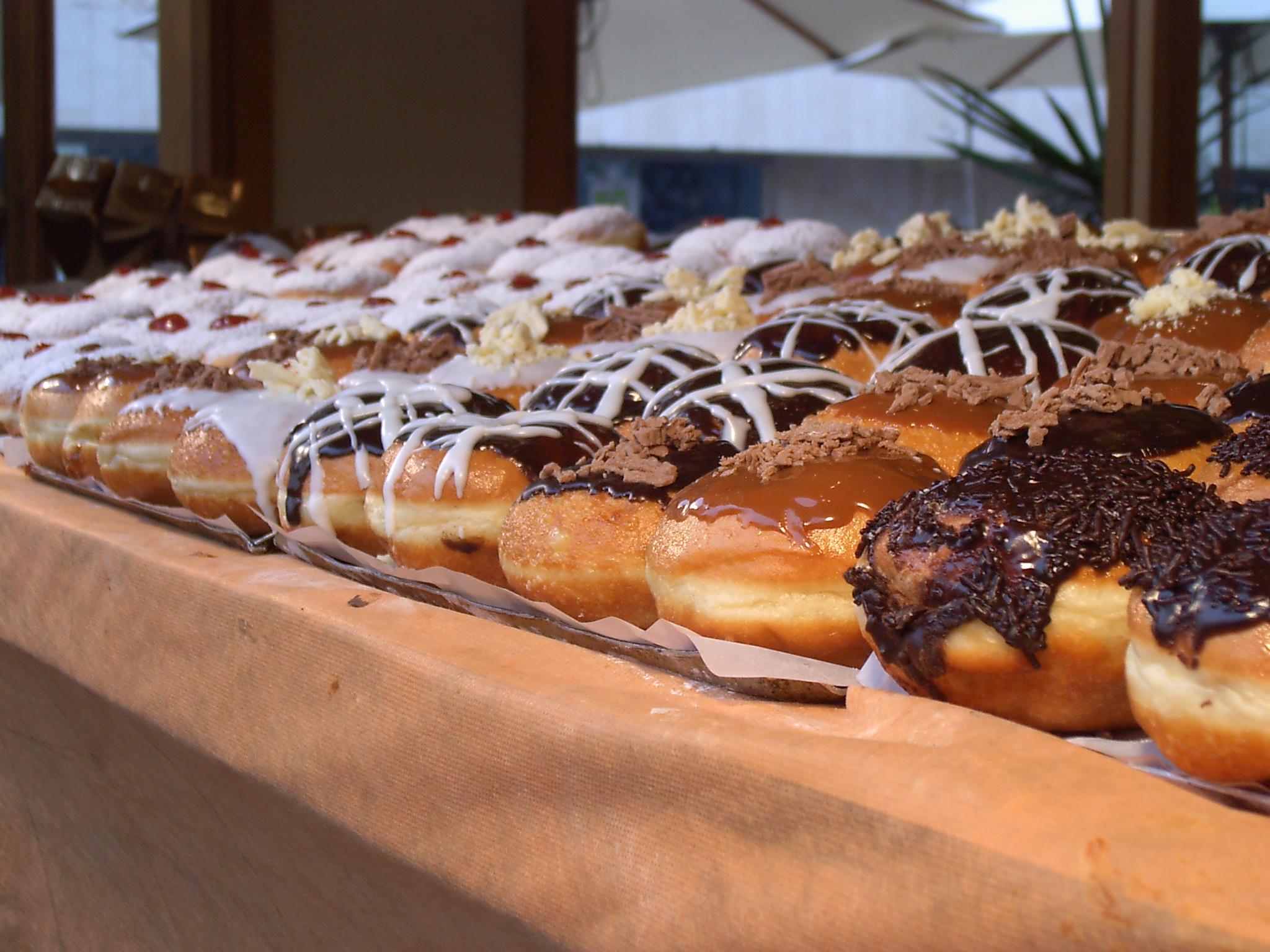
La vetrina di una pasticceria con le sufganiot esposte

Il sevivon (o dreidel), una sorta di trottola, veniva utilizzato dai bambini ebrei che, quando studiavano di nascosto la Bibbia ebraica della tradizione, non appena colti dai soldati ellenici che ne avevano impedito in parte l'adempimento, improvvisamente fingevano di giocare per non essere catturati.

### Usi
Da un momento non noto ai più, si iniziò a cucinare le sufganiot, anche dette Krapfen, cotte nell'olio.

## Chanukkà oggi
Prima del XX secolo questa veniva considerata una festa minore. Con la crescente popolarità del Natale come maggiore festività del mondo occidentale e l'istituzione delle accensioni pubbliche della chanukkià, Chanukkà cominciò a rappresentare sia una celebrazione della volontà di sopravvivere del popolo ebraico, sia una festività che segnasse il dominio della luce sull'oscurità, ciò che acquista un significato particolare in corrispondenza con l'inizio dell'inverno e durante il periodo dell'anno in cui le giornate sono più corte.
Al giorno d'oggi, durante le sere di Chanukkà, vige l'uso, promosso dal movimento Chabad presso numerose comunità in tutto il mondo, di celebrare l'accensione delle candele in maniera pubblica. Numerose persone si ritrovano in una piazza centrale della città dove è stata installata una grande chanukkià. Il presidente della comunità o il rabbino capo, tengono un breve discorso, recitano la benedizione (beracha)  delle candele e inaugurano la festa. I presenti solitamente intonano inni gioiosi ed eseguono tipici balli ebraici.
Dolce tipico della festa è una sorta di bombolone chiamato sufganiyah che, essendo fritto nell'olio, vuole ricordare l'olio consacrato che tenne in vita la luce del Tempio. Oggetto ludico tipico di questa festa è una trottola, il sevivon.

## Cronologia
- 198 a.C.: L'esercito del re seleucide Antioco III (Antioco il grande) estromette Tolomeo V dalla Giudea e dalla Samaria.
- 180 a.C.: Antioco IV (Epifane) ascende al trono seleucide.
- 168 a.C.: Sotto il regno di Antioco IV, il Tempio viene sconsacrato, gli ebrei vengono massacrati e l'ebraismo viene messo fuorilegge.
- 167 a.C.: Antioco ordina la costruzione di un altare consacrato a Zeus nel Tempio. Mattatia, con i suoi cinque figli, guida la rivolta contro Antioco. Suo figlio Giuda viene conosciuto come Giuda Maccabeo (Giuda il martello)
- 166 a.C.: Mattatia muore e Giuda ne prende il posto alla testa della rivolta. Inizia il regno ebraico Asmoneo che avrà fine nel 63 a.C.
- 165 a.C.: La rivolta ebraica contro la monarchia seleucide ha successo. Il Tempio viene liberato e riconsacrato (Chanukkà)